# Schloss Neudenau

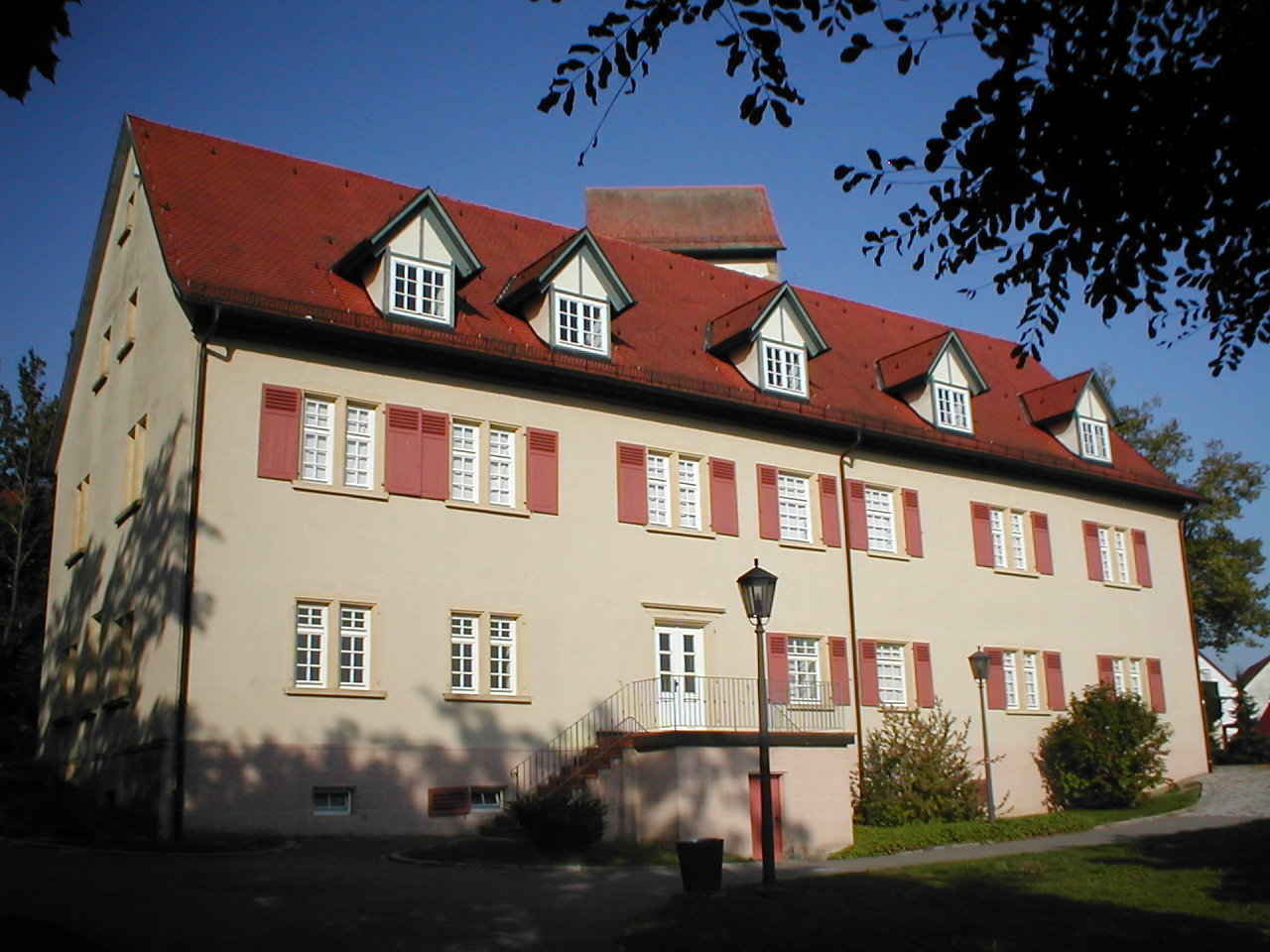
Neubau des Schlosses Neudenau

Schloss Neudenau, auf einer Anhöhe nordöstlich des Stadtkerns von  Neudenau im Landkreis Heilbronn im nördlichen Baden-Württemberg, geht auf eine mittelalterliche Burg der Herren von Dürn zurück und war vom späten 14. bis zum frühen 19. Jahrhundert Sitz eines kurmainzischen Amtes. Nach der Säkularisation in Folge des Reichsdeputationshauptschlusses kam die Anlage an die Grafen von Leiningen, die sie bis zur Mitte des 19. Jahrhunderts über zwei Generationen nutzten und zahlreiche Umbauten vornahmen, durch die das Schloss seine heutige Gestalt erhielt. 1871 hat die Stadt Neudenau das Schloss erworben. Von 1872 bis 1961 diente der Hauptbau des Schlosses, der Neubau, als Schule. Ab den 1930er Jahren entwickelte sich darin das Josefine Weihrauch Heimatmuseum Neudenau, das heute die gesamte, 1988 bis 1990 umfassend sanierte Anlage nutzt.

## Geschichte
Im Mittelalter besaß das Kloster Amorbach in der Gegend um Neudenau diverse Besitztümer. Unter Konrad von Dürn, dessen Familie Schutzherren des Klosters waren, wurde im 13. Jahrhundert auf dem Höhenzug nördlich der Jagst eine Burg errichtet und die Stadt Neudenau gegründet. Über das genau Gründungsdatum gibt es unterschiedliche Ansichten. Adolf von Oechelhäuser schreibt, dass die Burg 1216 angelegt wurde und die Stadt 1236 das Stadtrecht erhielt, der Lokalhistoriker Fridolin Mayer konnte die früheste Erwähnung von Burg und Ort jedoch erst 1251 im Testament Konrads I. von Dürn ausmachen. Bauliche Befunde datieren die Entstehung der Burg ebenfalls erst auf die Zeit um 1250.
Aufgrund finanzieller Probleme wurden die Stadt und die Burg ab dem 14. Jahrhundert mehrfach verkauft. 1327 verkaufte Konrad von Weinsberg Burg und Stadt Neudenau an Konrad von Heinriet, der den Besitz nicht lange hielt. 1364 kamen Burg und Stadt von Burkhard Sturmfeder an Bischof Gerlach von Mainz. Innerhalb von Kurmainz wurde in der Burg der Sitz des Amtmannes des Oberamts Neudenau untergebracht. 
Von 1496 an fanden die ersten urkundlich belegten Umbauten an der Burg statt, die von Hans Seipoll (auch Sypoll, Sippoll) geleitet wurden und ungefähr fünf Jahre andauerten. 1497 war Erzbischof Berthold von Henneberg in Neudenau, vielleicht, um sich ein Bild vom Baufortschritt zu machen. Welcher Art die damals ausgeführten Arbeiten waren, geht aus den Urkunden nicht hervor. Allerdings weist der Altbau bauliche Spuren jener Zeit auf. Auch die weitere bauliche Entwicklung lässt sich nur fragmentarisch anhand der vorhandenen baulichen Überreste nachvollziehen, die für das 16. Jahrhundert einige weitere Baumaßnahmen belegen.
In einer alten Stadtansicht von Neudenau (die fälschlich auf „um 1800“ datiert, aber wahrscheinlich älter ist) ist der Schlosskomplex in seiner wohl größten Ausdehnung dargestellt. Neben dem Turm, dem damals noch hohen Altbau und dem damals noch kürzeren Neubau umfasste die Anlage noch mindestens zwei weitere große Gebäude, die sich dicht gedrängt vor dem Turm befanden, sowie einige kleinere Bauten.
Ein in der Nähe des Schlosses befindlicher Stadtturm wurde wegen Baufälligkeit im späten 18. Jahrhundert abgerissen. Allerdings muss auch das Schloss in ruinösem Zustand gewesen sein, da nach der Säkularisation infolge des Reichsdeputationshauptschlusses, durch den die Burg in den Besitz des Grafen Wenzel von Leiningen-Heidesheim gekommen war, hohe Baufronden belegt sind, über die es mit den Untertanen in Herbolzheim Streit gab. Außerdem beklagte sich Graf Wenzel darüber, dass Kurmainz nur eine sehr mäßige Wohnung für den Beamten, und einen massiven Steinbau zur Registratur und zum Speicher unterhalten hätte, aber weder Garten, noch Scheuer, noch Stallungen. Der Graf ließ das Schloss zu seinen Wohnzwecken umgestalten und einen Garten anlegen, anschließend lebte er einige Jahre in Neudenau.
Aus dem Jahr 1805 ist der älteste Grundrissplan der Anlage überliefert. Nach Norden und Westen war die Anlage damals noch weiterhin von der Stadtmauer begrenzt. Im Südwesten befand sich der Neubau, der erst später nach dem Abriss der Stadtmauer nach Westen zu seiner heutigen Größe verlängert wurde und in dem sich damals eine Gärtnerwohnung, ein Bedienstetenzimmer und ein Arbeitszimmer befanden. Hinter dem Neubau war in den Winkel zwischen Turm und Stadtmauer eine Waschküche eingebaut. Östlich vom Turm lag wie heute der Altbau, der damals als Speisekammer benutzt wurde. Daran schloss sich südöstlich ein größerer Bau an, dessen Überreste heute als Scheune erhalten sind. Der Bau hatte etwa die doppelte Grundfläche der heutigen Scheune und enthielt Küche, Gesinderäume und ein Wohnzimmer. Daran östlich anschließend war ein weiteres, längliches Gebäude, in dem sich ein Saal und ein weiteres Wohnzimmer befanden. Südlich dieses Gesamtkomplexes ist auf dem Plan von 1805 bereits die heutige Terrassierung des Geländes zu erkennen, dort bestanden zu jener Zeit also schon keine Gebäude mehr.
Graf Wenzel ließ sicherlich zahlreiche Veränderungen am Schloss vornehmen, die sich heute jedoch nicht mehr nachvollziehen lassen. Er bewohnte die Anlage bis 1815, als eine Hungersnot und der Ausbruch eines Nervenfiebers Neudenau heimsuchten. Der Graf verzog dann nach Heidelberg, wo ein angenehmeres Stadtleben lockte. Bis zu seinem Tod 1825 häufte er in Heidelberg eine Schuldensumme von 1483 Gulden für Champagner und Weine an. Das Neudenauer Schloss wurde unterdessen von den Amtmännern Schätz und Wilhelmi verwaltet. 

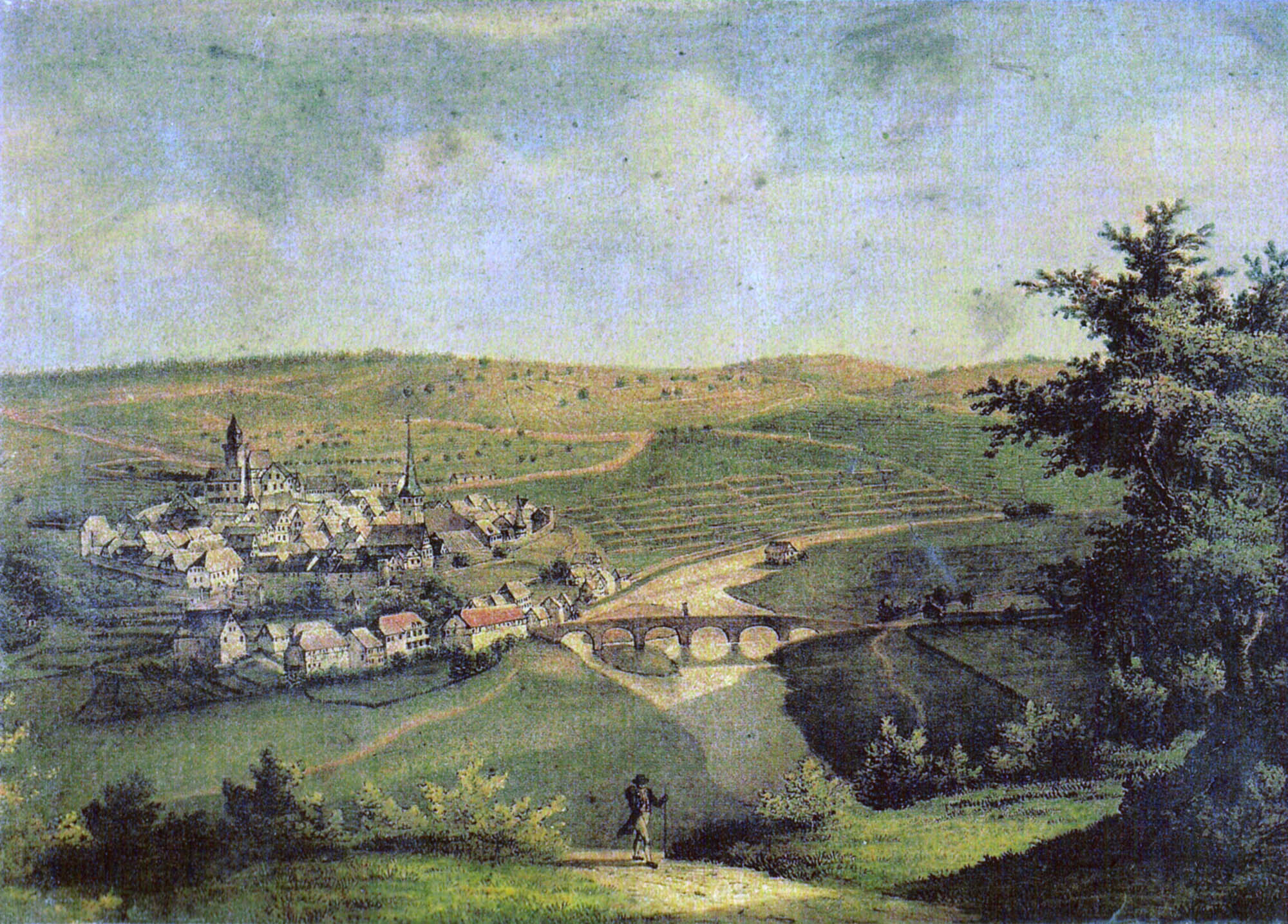
Neudenau um 1840. Der Bergfried hat noch nicht seine heutige Gestalt und östlich des Bergfrieds sind noch höhere Gebäude als heute zu erkennen.

Aus den Jahren nach Graf Wenzels Tod 1825 gibt es keine Aufzeichnungen über die Verwendung des Schlosses. Sein Sohn Clemens August von Leiningen-Neudenau bezog das Schloss erst nach seiner Hochzeit 1842 und ließ danach auch umfangreiche Umbauten vornehmen. Bis 1847 war der Neubau verbreitert und bis 1851 um den rückwärtigen Anbau ergänzt worden. Anschließend wurden der Altbau und der daran angebaute Gebäudetrakt teilweise abgerissen und zu Wirtschaftsgebäuden, wohl Stall und Waschhaus, umgebaut. Oechelhäuser datiert den Abriss irrtümlich auf 1830. Auch der Bergfried erhielt zu jener Zeit seine heutige Gestalt.
Graf Clemens August hat das Schloss ebenfalls nicht lange bewohnt und verzog mit seiner Familie 1854 nach Heidelberg. 1867 veräußerte die Gräfin von Leiningen das Schloss an Wilhelm Nägele, dessen Erben verkauften es 1871 an die Stadt Neudenau. 

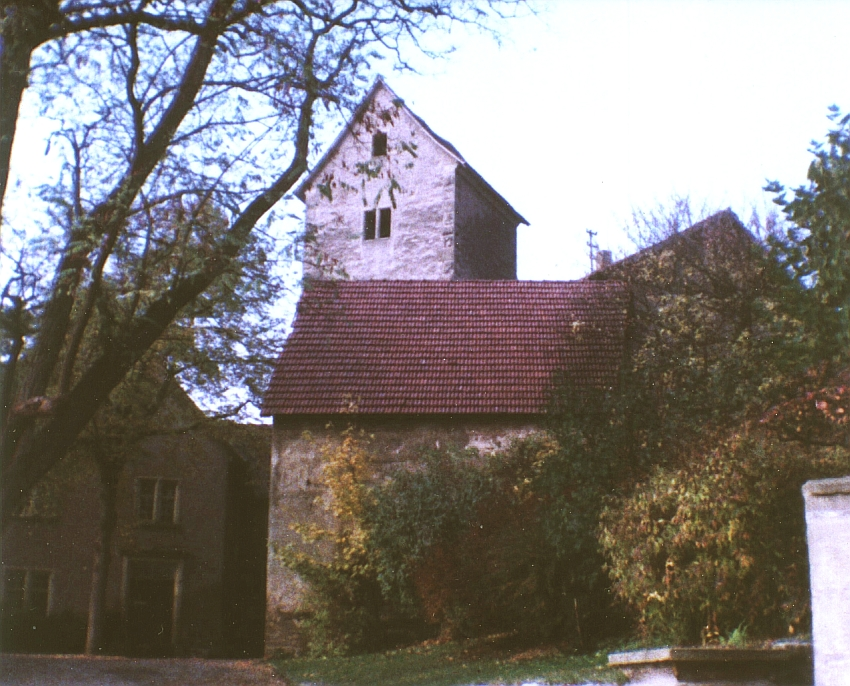
Schloss Neudenau 1983: links der Neubau, in der Bildmitte die Scheune, dahinter der Bergfried und rechts hinten der Giebel des Altbaus. Die Anlage wurde 1988–90 umfassend saniert.

Die Stadt baute den Neubau zur Schule um und nahm diese 1872 in Betrieb. 1881 mussten auf Veränderung des Bezirksamts Mosbach nochmals einige bauliche Veränderungen in der gesamten Anlage durchgeführt werden. Dabei wurde wahrscheinlich auch das Waschhaus als letzter Überreste des äußerst westlichen Wohnhauses abgerissen und der vom Zwischenbau übrige Stall zu einer Scheune umgestaltet. Der Altbau erhielt einen Fachwerkanbau und im Erdgeschoss eine Tiertränke. 
1937 gab es Überlegungen, für das im Entstehen begriffene Heimatmuseum den Rittersaal des Altbaus zu nutzen, was aber vorerst nicht verwirklicht wurde. Der Neubau wurde bis 1961 als Schulhaus genutzt, danach bezog das Heimatmuseum das Gebäude.
Von 1988 bis 1990 wurde das Schloss umfassend saniert. Dabei wurden insbesondere historische Ausstattungsteile des Altbaus freigelegt. Turm und Altbau wurden durch einen neuen hölzernen Umgang an den Neubau angeschlossen und in das Josefine-Weirauch-Heimatmuseum miteinbezogen.

## Heutige Nutzung
Seit 1961 befindet sich im Schloss das Josefine Weihrauch Heimatmuseum Neudenau, das Exponate aus der lokalen und regionalen Geschichte und im Sommer auch wechselnde Ausstellungen zeigt.
Das Museum geht auf eine bereits in den 1920er Jahren begonnene volkskundliche Sammlung der Neudenauer Lehrerin Josefine Weihrauch (1890–1981) zurück. Erste Ansätze zum Betrieb eines Museums in den Räumen der Schule gab es bereits in den 1930er Jahren, Schauräume standen der Bevölkerung jedoch erst ab 1951 offen. Nachdem Josefine Weihrauch 1953 aus gesundheitlichen Gründen in den Ruhestand getreten war, konnte sie die Sammlung bedeutend ausbauen und nach Auszug der Schule den gesamten Neubau für das Museum nutzen. Ihre Sammlung übereignete sie bereits in den 1960er Jahren der Stadt Neudenau. Sie wurde 1964 zur Ehrenbürgerin von Neudenau ernannt und erhielt 1981 das Bundesverdienstkreuz am Bande.

## Beschreibung

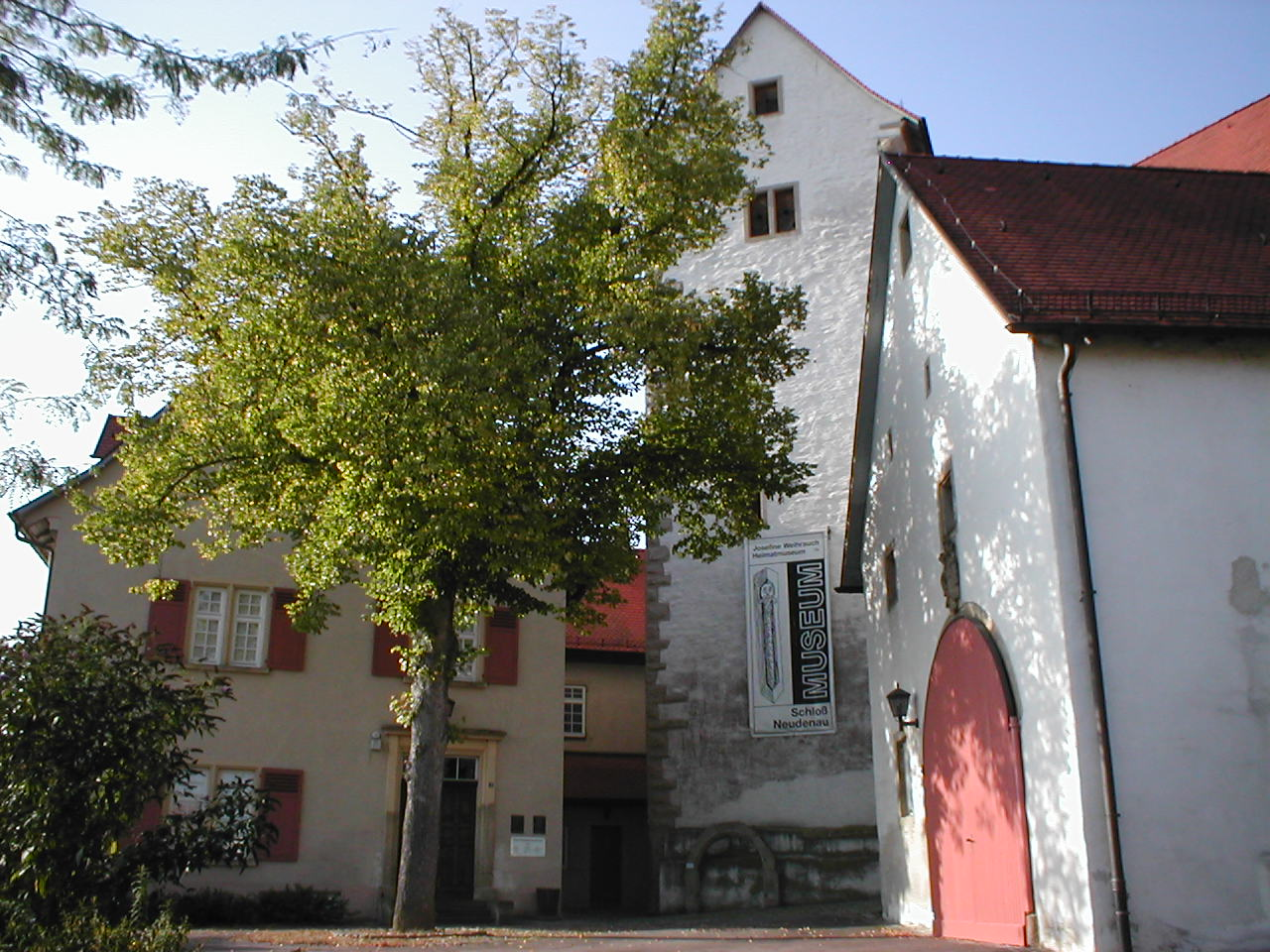
Ortsseitige Ansicht des Schlosses, links der Neubau, mittig der Bergfried und rechts die vor dem Altbau gelegene Scheune

Der Neudenauer Schlosskomplex besteht aus vier Gebäuden. Den Kern der Anlage bildet der freistehende, viereckige Bergfried. Östlich, d. h. vom Ort aus gesehen rechts des Bergfrieds befindet sich der Altbau mit einer schräg vorgebauten Scheune. Westlich bzw. links vom Bergfried befindet sich der Neubau. Der eigentliche Hauptbau des Schlosses sowie dessen Befestigung sind nicht erhalten, ebenso wenig eine Toranlage beim Schloss, die den oberen Zugang zur Stadt bildete.
Der Bergfried hat eine quadratische Grundfläche von ungefähr 7 Metern Kantenlänge. Sein Sockelbereich geht noch auf die alte Burg zurück. Der ursprüngliche Hocheingang des Turms liegt erhöht und war einst nur über Leitern zu erreichen. Im Sockelbereich, der wahrscheinlich als Verlies diente, hat der Turm eine Mauerstärke von etwa 2,30 Metern, die mit jedem darüberliegenden Geschoss um etwa 30 Zentimeter abnimmt. Auf den so gegebenen Absätzen ruhten dann einst jeweils die Balkendecken der Geschosse. Der Turm hatte wohl einst eine Zinnenbekrönung und einen kleineren Turmaufsatz mit spitzem Dach. Der heutige Turmaufbau mit abschließendem Satteldach stammt aus der letzten Umbauperiode um 1850.
Der Altbau, der an seinem Portal 1550 datiert ist, ist ein im Kern ebenfalls noch hochmittelalterliches Wohngebäude. Wie der gleichaltrige Turm war der Altbau nach Norden und Osten einst an die heute nicht mehr vorhandene Stadtmauer angebaut. Der Altbau war einst höher, möglicherweise mit Fachwerkaufbau, wurde dann jedoch im 19. Jahrhundert teilweise abgerissen und zu einem Wirtschaftsgebäude umgebaut. Oechelhäuser merkt noch 1906 den kläglichen Zustand des Gebäudes an, wusste auch über erhaltene Wandmalereien, datierte das Gebäude aber überhaupt erst auf das 15. Jahrhundert. Der heutige Zustand des Gebäudes geht auf die Restaurierung von 1988 bis 1990 zurück. Der prächtigste Raum des Altbaus ist der Rittersaal im Obergeschoss. Er weist nach Süden hin eine große Fensternische auf, in der sich zwei Dreiergruppen von Fenstern befinden. Die Nische hat einen flach gewölbten oberen Abschluss. Nach Osten hin ist eine schmälere, ebenfalls gewölbte Fensternische. Der Raum weist Putzschichten aus der Zeit der Gotik und der Renaissance auf, außerdem gemaltes Beschlagwerk von 1590. Links neben der großen Nische wurde ein spitzbogiger gotischer Durchgang freigelegt, der vermutlich über ein Zwischengebäude zum heute nicht mehr bestehenden Pallas führte. Dieses Zwischengebäude wurde ebenfalls teilweise abgerissen und nach Süden hin verkürzt und ist in der vor dem Altbau gelegenen Scheune aufgegangen. Im Geschoss unter dem Rittersaal haben sich an der Südwand romanische Putzschichten erhalten. Außerdem weist eine Nische in diesem Geschoss Mauertöpfe auf. Solche vermauerten Töpfe dienten der Verbesserung der Akustik in frühmittelalterlichen Kirchenbauten, so dass der Raum unter dem Rittersaal einst die Burgkapelle gewesen sein könnte. Aus dem 15. Jahrhundert, in dem der Raum wohl umgebaut und sicher nicht mehr als Kapelle genutzt wurde, hat sich in einer Nische des Raumes eine Wandmalerei mit der Darstellung einer Burg erhalten. Auch an der Außenfassade des Altbaus wurden Reste von Malereien gefunden. Insbesondere die Laibung des großen Fensters des Rittersaals war einst reich verziert.
Die Westhälfte des Neubau steht vermutlich auf den Fundamenten eines mittelalterlichen Gebäudes, da das breite Tonnengewölbe des Kellers und die Mauerstärken mittelalterlichen Zuschnitt haben. Die Westhälfte des Neubaus wurde im 18. Jahrhundert errichtet, das Gebäude wurde um 1850 zu seiner heutigen Größe erweitert und 1871 und nochmals 1881 zur Nutzung als Schule umgebaut.